# Thomson (Minnesota)
Thomson es una ciudad ubicada en el condado de Carlton en el estado estadounidense de Minnesota. En el Censo de 2010 tenía una población de 159 habitantes y una densidad poblacional de 27,52 personas por km².

## Geografía
Thomson se encuentra ubicada en las coordenadas 46°40′7″N 92°24′6″O / 46.66861, -92.40167. Según la Oficina del Censo de los Estados Unidos, Thomson tiene una superficie total de 5.78 km², de la cual 4.84 km² corresponden a tierra firme y (16.32%) 0.94 km² es agua.

## Demografía
Según el censo de 2010, había 159 personas residiendo en Thomson. La densidad de población era de 27,52 hab./km². De los 159 habitantes, Thomson estaba compuesto por el 96.86% blancos, el 0% eran afroamericanos, el 1.26% eran amerindios, el 0.63% eran asiáticos, el 0% eran isleños del Pacífico, el 0.63% eran de otras razas y el 0.63% pertenecían a dos o más razas. Del total de la población el 0% eran hispanos o latinos de cualquier raza.